# Адждабія
Адждабія (араб. إجدابيا) — місто в північній частині Лівії, за 10 кілометрів від узбережжя Середземного моря (затока Сидра), за 160 км на південь від Бенгазі. Столиця муніципалітету Ель-Вахат.
У місті була залізнична станція, проте з 1965 року дорога не функціонує і розібрана (див. Залізничний транспорт в Лівії).
У період римського панування тут розташовувалася військова фортеця Корнікланум.
З 1917 по 1922 роки Адждабія була столицею держави Киренаїка.
У місті збереглися мечеті, побудовані в X і XVI століттях.

## Клімат
Місто знаходиться у зоні, котра характеризується кліматом тропічних пустель. Найтепліший місяць — червень із середньою температурою 25.6 °C (78 °F). Найхолодніший місяць — січень, із середньою температурою 11.7 °С (53 °F).
| Клімат Адждабії         | Клімат Адждабії | Клімат Адждабії | Клімат Адждабії | Клімат Адждабії | Клімат Адждабії | Клімат Адждабії | Клімат Адждабії | Клімат Адждабії | Клімат Адждабії | Клімат Адждабії | Клімат Адждабії | Клімат Адждабії | Клімат Адждабії |
| Показник                | Січ.            | Лют.            | Бер.            | Квіт.           | Трав.           | Черв.           | Лип.            | Серп.           | Вер.            | Жовт.           | Лист.           | Груд.           | Рік             |
| Середня температура, °C | 12              | 13              | 16              | 19              | 23              | 26              | 25              | 26              | 25              | 22              | 18              | 14              | 19              |
| Норма опадів, мм        | 43              | 18              | 10              | 3               | 2               | 0               | 0               | 0               | 2               | 7               | 18              | 39              | 140             |
| ----------------------- | --------------- | --------------- | --------------- | --------------- | --------------- | --------------- | --------------- | --------------- | --------------- | --------------- | --------------- | --------------- | --------------- |
| Джерело: Weatherbase    |                 |                 |                 |                 |                 |                 |                 |                 |                 |                 |                 |                 |                 |